# Clivipollia
Clivipollia là một chi ốc biển, là động vật thân mềm chân bụng sống ở biển trong họ Prodotiidae.

## Các loài
Các loài trong chi Clivipollia gồm có:
- Clivipollia costata (Pease, 1860)
- Clivipollia delicata Fraussen & Stahlschmidt, 2016
- Clivipollia fragaria (Wood, 1828)
- † Clivipollia gigas (Landau & Vermeij, 2012)
- Clivipollia incarnata (Deshayes, 1834)
- Clivipollia pulchra (Reeve, 1846)

Đồng nghĩa
- Clivipollia contracta (Reeve, 1846): synonym of Enzinopsis contracta (Reeve, 1846)
- Clivipollia imperita Iredale, 1929: synonym of Clivipollia pulchra (Reeve, 1846)
- Clivipollia recurva (Reeve, 1846): synonym of Speccapollia recurva (Reeve, 1846)
- Clivipollia thaanumi (Pilsbry & Brian, 1918): synonym of Clivipollia costata (Pease, 1860)
- Clivipollia tokiae Chino & Fraussen, 2015: synonym of Speccapollia tokiae (Chino & Fraussen, 2015) (original combination)